# True Beauty (serie de televisión)
True Beauty (Hangul: 여신강림; RR: Yeosin-gangrim, lit. Goddess Advent) o Belleza Verdadera en español, es una serie de televisión surcoreana protagonizada por Moon Ga-young, Cha Eun-woo, Hwang In-yeop y Park Yoo-na. Basada en el webtoon del mismo nombre «True Beauty» (RR: Yeosin-gangrim) de Yaongyi, gira en torno a una estudiante de secundaria que, tras ser acosada y discriminada por ser percibida como ‹‹fea››, domina el arte del maquillaje para transformarse en una deslumbrante ‹‹diosa››.
La serie se emitió del 9 de diciembre de 2020 hasta el 4 de febrero de 2021 a través de la cadena tvN.

## Sinopsis
Lim Joo-kyung es una estudiante de primaria que siempre ha tenido un complejo con su apariencia desde la infancia y ha sido cruelmente acosada por sus compañeros debido a ello. Luchando contra la inseguridad y el ridículo, decide transferirse a otra escuela para dejar atrás su pasado y comenzar de nuevo. Para superar su baja autoestima y evitar más acoso, domina el arte del maquillaje, utilizándolo para transformar su apariencia. Sus excelentes habilidades con el maquillaje realzan tanto su belleza que, en su nueva escuela, todos creen que es naturalmente hermosa, ganándose el título de "diosa".  
Sin embargo, antes de su transferencia, Joo-kyung llegó a un punto de quiebre debido al acoso constante y, en un momento de desesperación, intentó saltar desde un edificio. En ese instante, fue salvada por Lee Su-ho, un estudiante aparentemente frío, adinerado pero noble de corazón. Sin embargo, como no llevaba puestos sus lentes en ese momento, no pudo ver su rostro, y Lee Su-ho tampoco la reconoció después.  
En su nueva escuela, Joo-kyung se cruza nuevamente con Lee Su-ho, pero ninguno de los dos se da cuenta de su conexión pasada. Mientras tanto, también conoce a Han Seo-jun, un estudiante rebelde pero talentoso, creando una dinámica interesante entre los tres. Un día, mientras visita una tienda de cómics cerca de su casa sin maquillaje, se encuentra con Lee Su-ho. Atemorizada de que descubra su rostro al natural, entra en pánico. Sin embargo, Lee Su-ho la reconoce como la chica a la que salvó una vez y, poco a poco, comienzan a desarrollar una amistad. Con el tiempo, él descubre su secreto sobre el maquillaje, pero sigue a su lado, aceptándola tal como es.  
Junto a Lee Su-ho, otro estudiante, Han Seo-jun, también se convierte en amigo de Joo-kyung, lo que da lugar a un triángulo amoroso entre los tres. A lo largo de su vida escolar, Joo-kyung lucha por mantener en secreto su rostro sin maquillaje, pero eventualmente la verdad sale a la luz. A pesar de la vergüenza y el miedo inicial, se vuelve más fuerte y aprende a aceptarse a sí misma tal como es. Finalmente, persigue su sueño de convertirse en cosmetóloga, transformando su pasión por el maquillaje en una carrera y demostrando que la belleza se trata más de confianza que de apariencia.  
A través de todos los altibajos, Lee Su-ho y Joo-kyung se apoyan mutuamente y crecen juntos. Eventualmente, encuentran la felicidad el uno en el otro, valorando su amor y aceptando sus verdaderos seres.

## Reparto[12]

### Personajes principales[13]
- Moon Ka-young como Lim Joo-kyung, una estudiante optimista que no quiere que la gente la vea sin maquillaje, por lo que luego de dominar sus habilidades, se convierte en una popular "diosa" en su escuela. A pesar de esto, es insegura con su apariencia y solamente gana confianza en sí misma a través del maquillaje.[14][15][16]
  - Lee Go-eun como Joo-kyung de niña.
- Cha Eun-woo como Lee Su-ho, un atractivo estudiante que parece tenerlo todo: apariencia, buenas calificaciones y excelentes habilidades en el baloncesto, además todas las jóvenes se mueren por él, sin embargo él no está interesado.[17][18][19]
  - Lee Seung-woo como Su-ho de niño.
- Hwang In-yeop como Han Seo-jun, un atractivo estudiante, quien a pesar de parecer duro en realidad es una persona agradable y carismática.[20][21][22]
- Park Yoo-na como Kang Soo-jin, una atractiva y buena estudiante, que provienve de una familia adinerada. Es considerada como una "diosa" en la preparatoria Saebom, es amiga de Joo-kyung y Choi Soo-ah.[23][24]

### Personajes secundarios

#### Familia de Joo-kyung
- Park Ho-san como Im Jae-pil, el padre de Hee-kyung, Joo-kyung y Joo-young.[25]
- Jang Hye-jin como Hong Hyun-sook, la madre de Hee-kyung, Joo-kyung y Joo-young. Es una madre dura hacia Joo-kyung.
- Im Se-mi como Im Hee-kyung, la hermana mayor de Joo-kyung y Joo-young, así como la hija favorita de su madre. Cuando conoce a Han Joon-woo se enamora de él y da el primer paso.[26]
  - Park Seo-kyung como Hee-kyung de joven.
- Kim Min-gi como Im Joo-young, el hermano menor de Hee-kyung y Joo-kyung. Cuando conoce a Han Go-woon, la hermana menor de Seo-jun se enamora de ella, sin embargo aunque ella lo rechaza, él sigue intentando ganarse su corazón.[27]
  - Park Joo-hwan como Joo-young de niño.

#### Familia de Su-ho
- Jung Joon-ho como Lee Joo-ho, el padre de Su-ho. Él es una antigua estrella de Hallyu, y tiene una relación mala con su hijo.[28][29]

#### Familia de Seo-jun
- Yeo Joo-ha como Han Go-woon, la hermana menor de Seo-jun. Joo-kyung la protege cuando ella es acosada por sus compañeras y poco después la ayuda a aprender a maquillarse.
- Park Hyun-jung como Lee Mi-hyang, la madre de Seo-jun y Go-woon.

#### Familia de Soo-jin
- Seo Sang-won como Kang Joon-hyuk, un doctor y el abusivo padre de Soo-jin.
- Yoo Dam-yeon como Kim Ji-yeon, la madre de Soo-jin.

#### Preparatoria Saebom
- Kang Min-ah como Choi Soo-ah, la encantadora mejor amiga de Joo-kyung y Soo-jin. Más tarde cuando descubre la verdadera imagen de Joo-kyung y que estaba saliendo con Su-ho, se siente herida, ya que considera que ella no había sido honesta con ella y no la trataba como a una amiga; sin embargo poco después logran arreglar el malentendido y retoman su amistad.[30]
- Lee Il-joon como Yoo Tae-hoon, el novio de Soo-ah, así como uno de los amigos de Su-ho, más tarde cuando descubre que él y Joo-kyung están saliendo, se alegra mucho.
- Lee Sang-jin como Ahn Hyun-kyoo, un compañero de clase.
- Lee Woo-je como Kim Cho-rong, un amigo de Seo-jun.
- Oh Eui-shik como Han Joon-woo, el maestro de literatura. Cuando conoce a Hee-kyung, se enamora de ella y comienzan a salir.
- Kim Byung-choon como el subdirector de la preparatoria.
- Han Yi-young como Ha Ji-young, una estudiante.
- Kim Hyun-ji como Kim Si-hyun, una estudiante.
- Lee Joo-an como Choi Man-shik, un amigo de Seo-jun.
- Kim Myung-ji como Jin Hee-jung, una chica que acosa a Go-woon.
- Kim In-yi como Lee Yeon-soo, amiga de Hee-jung.
- Choi Yi-sun como Ho Jin-woong, un estudiante.
- Han Myung-hwan como Kim Geon-woo, un estudiante.
- Jung Ye-nok como una estudiante que acosa a Joo-kyung.
- Kang Cho-won como una estudiante que acosa a Joo-kyung.
- Kwon Hye-ryung como una estudiante que acosa a Joo-kyung.
- Ahn So-rim como Lee Ye-rim, una maestra.
- Lee Ji-wan como Choi Hyun-joo, una estudiante.

#### Preparatoria Yongpa
- Jeon Hye-won como Park Sae-mi, una estudiante considerada como una "diosa", sin embargo en realidad es una joven envidiosa que acosa a los que considera menores que ella.[31]
- Seo Hye-won como Park Ji-hee, una de las amigas de Park Sae-mi.
- Oh Yoo-jin como Joo Hye-min, una estudiante que es acosada por un grupo de jóvenes de su escuela debido a su apariencia; al igual que Joo-kyung.
- Shin Jae-hwi como Lee Sung-yong, un estudiante que se junta con Sae-mi.
- Hwang Jung-ha como Byun Joon-hyuk, un amigo de Sae-mi.
- Lee Tae-ri como Wang Hyun-bin, un estudiante del que Joo-kyung estaba enamorada.[32]
- Kim Ryool-ha como Kim Ka-young, una estudiante.

### Otros personajes
| Actor           | Personaje     | Episodios donde apareció | Notas |
| --------------- | ------------- | ------------------------ | --- |
| Lee Joo-ahn     | Choi Man-shik | -                        | Es el director del gimnasio de Jiu-Jitsu. |
| Han Lee-young   | Ha Ji-young   | -                        | Es una estudiante de la Preparatoria Saebom y compañera de clases de Lim Joo-kyung, Lee Su-ho, Han Seo-jun, Kang Soo-jin y Choi Soo-ah. |
| Kim Hyun-ji     | Kim Si-hyun   | -                        | Es una estudiante y compañera de clase de Lim Joo-kyung, Lee Su-ho, Han Seo-jun, Kang Soo-jin y Choi Soo-ah. |
| Choi Yi-sun     | Ho Jin-woong  | -                        | Es un estudiante. |
| Han Myung-hwan  | Kim Koon-woo  | -                        | Es un estudiante. |
| Ok Joo-ri       | -             | 1                        | Es una mujer del vecindario. |
| Im Hyun-sung    | -             | 1-2                      | Es el dueño de la tienda de cómics "Prince Comics". |
| Cha Young-ok    | -             | 1-2                      | Es una mujer del vecindario. |
| Hwang Jung-ha   | -             | 1, 3, 12, 14             | Es un acosador y estudiante de la Preparatoria Yongpa, fue uno de los antiguos compañeros de clase y acosadores de Lim Joo-kyung. Más tarde molesta a Joo Hye-min junto a un grupo de jóvenes, pero Lim Joo-kyung y Choi Soo-ah la defienden. |
| Go Woo-ri       | Selena Lee    | 1, 4, 9, 16              | Es una famosa maquilladora que se convierte en la inspiración de Lim Joo-kyung. |
| Shin Seo-woo    | -             | 2                        | |
| Shin Jae-hwi    | Lee Sung-yong | 2-3                      | Es un estudiante y acosador de la Preparatoria Yongpa. |
| Jang Young-hyun | -             | 3                        | Es uno de los amigos en la tienda de conveniencia. |
| Moon Hak-jin    | -             | 3                        | Es uno de los amigos en la tienda de conveniencia. |
| Ham Tae-gyun    | -             | 3                        | Es uno de los amigos en la tienda de conveniencia. |
| Uhm Tae-yoon    | -             | 3                        | Es un pequeño cliente de la tienda de cómics "Prince Comics". |
| Kim Jeong-hak   | Director Oh   | 3                        | Es un director en "Move Entertainment" y asociado de Lee Joo-hun. |
| Lee Jae-eun     | -             | 3                        | Es una mucama. |
| Terris Brown    | -             | 3                        | Es el maestro de inglés de la Preparatoria Saebom. |
| Song Hoon       | -             | 3, 9                     | Es el maestro de historia de la Preparatoria Saebom. |
| Kim Jae-hwa     | -             | 5                        | Es la maestra de música de la Preparatoria Saebom. |
| Lee Sun-young   | -             | 5                        | Es la maestra de matemáticas de la Preparatoria Saebom. |
| Han Sang-jo     | -             | 5                        | Es el maestro de educación física de la Preparatoria Saebom. |
| Kim In-yi       | Lee Yeon-soo  | 5                        | Es una acosadora y la amiga de Jin Hee-jung. |
| Kim Myung-ji    | Jin Hee-jung  | 5, 13                    | Es una estudiante de la Preparatoria Saebom y acosadora que se encarga de molestar a Han Go-woon, la hermana de Han Seo-jun. Más tarde, Go-woon finalmente la confronta y cuando Seo-jun descubre que ella era la encargada de molestar a su hermana y la webmaster de la comunidad escolar en línea encargada de haber subido el video donde se mostraba cómo Lim Joo-kyung era acosada en su antigua escuela, le ordena que las deje en paz. |
| Lee Ji-wan      | Choi Hyun-joo | 5, 13                    | Es una estudiante de la Preparatoria Saebom y acosadora. |
| Kim Ryul-ha     | Kim Ka-young  | -                        | Es una estudiante de la Preparatoria Yongpa. |
| Geum Kwang-san  | -             | 7                        | Es el padre de Lee Sung-yong. |
| Park Ji-ho      | -             | 7                        | Es un espectador del juego de béisbol. |
| Lee Si-young    | -             | 8                        | Es una empleada de Swarovski. |
| Yoo Ok-joo      | -             | 8                        | Es una clienta molesta. |
| Lee Eun-joo     | -             | 8, 10                    | Es una líder de equipo en "Move Entertainment". |
| Hong Dae-sung   | -             | 13                       | Es un empleado de "Move Entertainment". |
| Yoon Jeong-seob | -             | 13                       | Es el asistente y empleado de Lee Joo-hoon. |
| Jung Dae-ro     | -             | 13                       | Es un conocido de Lim Hee-kyung. |
| Jung Ye-nok     | -             | 13                       | Es una estudiante de la Preparatoria Saebom y la líder de su grupo, quienes acosan a Lim Joo-kyung cuando se descubre su verdadera imagen, sin embargo poco después Joo-kyung se defiende de ellas. |
| Kang Cho-won    | -             | 13                       | Es una estudiante de la Preparatoria Saebom, que junto a su grupo acosan a Lim Joo-kyung. |
| Kwon Hye-ryung  | -             | 13                       | Es una estudiante de la Preparatoria Saebom, que junto a su grupo acosan a Lim Joo-kyung. |
| Seo Hye-won     | -             | 13-14                    | Es una estudiante de la Preparatoria Yongpa y una de las amigas de Park Sae-mi. |
| Ahn Sang-woo    | -             | -                        | Es el decano de los estudiantes de la Preparatoria Saebom. |
| Ahn So-rim      | Lee Ye-rim    | -                        | Es una maestra de la Preparatoria Saebom. |

### Apariciones especiales
- Dayoung como una modelo que está celosa de Joo-kyung, por lo que la molesta. Sin embargo poco después Joo-kyung se defiende de ella.[33]
- Kim Young-dae como Oh Nam-joo, un joven al que Joo-kyung confunde con Su-ho.[34]
- Lee Han-wi como un cirujano plástico.
- Jung Gun-joo como Ryoo Hyung-jin, un popular estudiante de la preparatoria Sunil y jugador de béisbol que se enamora de Joo-kyung cuando la ve por primera vez en uno de sus juegos.[35][36]
- Lee Jae-wook como Baek Kyung.[37]
- Kim Hye-yoon como Eun Dan-oh.[38]
- Kang Chan-hee como Jung Se-yeon, el mejor amigo de Su-ho y Seo-joon, quien se suicidó al saltar de un piso alto de un edificio, destrozando a sus amigos. Fue miembro de la agencia "Move Entertainment".[39]

## Episodios
La serie está conformada por dieciséis episodios, los cuales fueron emitidos los miércoles y jueves a las 10:30pm (KST).

### Ratings
Los números en color rojo indican las calificaciones más bajas, mientras que los números en azul indican las calificaciones más altas.
| Episodio | Fecha de emisión        | Participación promedio de audiencia | Participación promedio de audiencia |
| Episodio | Fecha de emisión        | Nacional                            | Seúl                                |
| -------- | ----------------------- | ----------------------------------- | ----------------------------------- |
| 1        | 9 de diciembre de 2020  | 3.573% (2.ª)                        | 4.056% (2.ª)                        |
| 2        | 10 de diciembre de 2020 | 3.626% (1.ª)                        | 3.963% (1.ª)                        |
| 3        | 16 de diciembre de 2020 | 3.813% (2.ª)                        | 4.711% (2.ª)                        |
| 4        | 17 de diciembre de 2020 | 3.586% (1.ª)                        | 3.824% (1.ª)                        |
| 5        | 23 de diciembre de 2020 | 3.859% (2.ª)                        | 4.293% (2.ª)                        |
| 6        | 24 de diciembre de 2020 | 3.333% (1.ª)                        | 3.724% (1.ª)                        |
| 7        | 6 de enero de 2021      | 3.892% (2.ª)                        | 4.198% (2.ª)                        |
| 8        | 7 de enero de 2021      | 2.909% (1.ª)                        | 3.003% (1.ª)                        |
| 9        | 13 de enero de 2021     | 4.265% (2.ª)                        | 4.938% (2.ª)                        |
| 10       | 14 de enero de 2021     | 3.411% (1.ª)                        | 3.870% (1.ª)                        |
| 11       | 20 de enero de 2021     | 3.850% (2.ª)                        | 4.303% (2.ª)                        |
| 12       | 21 de enero de 2021     | 3.418% (1.ª)                        | 4.069% (1.ª)                        |
| 13       | 27 de enero de 2021     | 4.000% (2.ª)                        | 4.547% (2.ª)                        |
| 14       | 28 de enero de 2021     | 4.125% (1.ª)                        | 4.802% (2.ª)                        |
| 15       | 3 de febrero de 2021    | 4.579% (2.ª)                        | 5.371% (2.ª)                        |
| 16       | 4 de febrero de 2021    | 4.458% (1.ª)                        | 5.087% (1.ª)                        |
| Promedio | Promedio                | 3.794%                              | 4.297%                              |

## Música
El OST de la serie está conformado por las siguientes canciones:
Durante el episodio final el actor Hwang In-yeop prestó su voz para la canción "It Starts Today".

### Parte 1
| N.º | Intérprete | Canción                 | Letra                                                         | Música                                                        | Duración |
| --- | ---------- | ----------------------- | ------------------------------------------------------------- | ------------------------------------------------------------- | -------- |
| 1   | SAya       | "Call Me Maybe"         | KYRIELLE, IKEK y PiRi BOi (de FAB), Han Hye-ji y Lee Hoo-sang | KYRIELLE, IKEK y PiRi BOi (de FAB), Han Hye-ji y Lee Hoo-sang | 3:23     |
| 2   |            | "Call Me Maybe" (Inst.) | -                                                             | KYRIELLE, IKEK y PiRi BOi (de FAB), Han Hye-ji y Lee Hoo-sang | 3:23     |

### Parte 2
| N.º | Intérprete | Canción                               | Letra                                 | Música                                | Duración |
| --- | ---------- | ------------------------------------- | ------------------------------------- | ------------------------------------- | -------- |
| 1   | Yuju       | "I'm In The Mood For Dancing"         | Ben Findon, Mike Myers y Robert Puzey | Ben Findon, Mike Myers y Robert Puzey | 3:30     |
| 2   |            | "I'm In The Mood For Dancing" (Inst.) | -                                     | Ben Findon, Mike Myers y Robert Puzey | 3:30     |

### Parte 3
| N.º | Intérprete      | Canción                | Letra         | Música        | Duración |
| --- | --------------- | ---------------------- | ------------- | ------------- | -------- |
| 1   | Car, the Garden | "Happy Ending"         | Dong Woo-seok | Dong Woo-seok | 3:03     |
| 2   |                 | "Happy Ending" (Inst.) | -             | Dong Woo-seok | 3:03     |

### Parte 4
| N.º | Intérprete | Canción                   | Letra | Música | Duración |
| --- | ---------- | ------------------------- | ----- | ------ | -------- |
| 1   | Sunjae     | "I'm Missing You"         | DOKO  | DOKO   | 3:03     |
| 2   |            | "I'm Missing You" (Inst.) | -     | DOKO   | 3:03     |

### Parte 5
| N.º | Intérprete     | Canción              | Letra         | Música        | Duración |
| --- | -------------- | -------------------- | ------------- | ------------- | -------- |
| 1   | Chani (de SF9) | "Starlight" (그리움) | Jung Goo-hyun | Jung Goo-hyun | 4:24     |
| 2   |                | "Starlight" (Inst.)  | -             | Jung Goo-hyun | 4:24     |

### Parte 6
| N.º | Intérprete   | Canción               | Letra | Música | Duración |
| --- | ------------ | --------------------- | ----- | ------ | -------- |
| 1   | Ha Sung-woon | "Fall in You"         | DOKO  | DOKO   | 3:49     |
| 2   |              | "Fall in You" (Inst.) | -     | DOKO   | 3:49     |

### Parte 7
| N.º | Intérprete      | Canción                                     | Letra    | Música          | Duración |
| --- | --------------- | ------------------------------------------- | -------- | --------------- | -------- |
| 1   | Hyojin (de ONF) | "Before Today Is Over" (오늘이 지나기 전에) | Kid Wine | TOIL y Kid Wine | 2:36     |
| 2   |                 | "Before Today Is Over" (Inst.)              | -        | TOIL y Kid Wine | 2:36     |

### Parte 8
| N.º | Intérprete  | Canción                | Letra                                | Música                               | Duración |
| --- | ----------- | ---------------------- | ------------------------------------ | ------------------------------------ | -------- |
| 1   | Cha Eun-woo | "Love So Fine"         | Kim Tae-young, December 32nd y Llwyd | Kim Tae-young, December 32nd y Llwyd | 3:11     |
| 2   |             | "Love So Fine" (Inst.) | -                                    | Kim Tae-young, December 32nd y Llwyd | 3:11     |

## Premios y nominaciones
| Año  | Premio                               | Categoría                          | Nominado      | Resultado | Ref.    |
| ---- | ------------------------------------ | ---------------------------------- | ------------- | --------- | ------- |
| 2021 | Asia Artist Awards                   | Emotive Award — Actor              | Cha Eun-woo   | Ganador   | [ 101 ] |
| 2021 | Asia Artist Awards                   | Popularity Award – Actor           | Cha Eun-woo   | Nominado  | [ 102 ] |
| 2021 | Asia Artist Awards                   | Emotive Award – Actress            | Moon Ga-young | Ganador   | [ 101 ] |
| 2021 | Asia Artist Awards                   | Popularity Award – Actress         | Moon Ga-young | Nominado  | [ 103 ] |
| 2021 | Brand Customer Loyalty Awards        | Best Actor – Idol                  | Cha Eun-woo   | Ganador   | [ 104 ] |
| 2021 | Brand Customer Loyalty Awards        | Rookie Actor                       | Hwang In-yeop | Ganador   | [ 105 ] |
| 2021 | Brand of the Year Awards             | Actor of the Year – Idol (Daesang) | Cha Eun-woo   | Ganador   | [ 106 ] |
| 2021 | Indonesian Hallyu Fans Choice Awards | K-Drama of the Year                | True Beauty   | Ganador   | [ 107 ] |
| 2023 | Tonton Anugerah Drama Sangat Awards  | OPPA Pilihan Tonton                | Cha Eun-woo   | Ganador   | [ 108 ] |

## Producción
La serie también es conocida como "The Secret of Angel" y/o "Goddess Advent".
Fue desarrollada por Studio Dragon y dirigida por Kim Sang-hyub, quien contó con el apoyo del guionista Lee Shi-eun (이시은) y Kim Na-young (김나영).
La primera lectura del guion fue realizada en octubre del 2020. Mientras que la conferencia de prensa antes del estreno de la serie fue realizada el 2 de diciembre del mismo año, donde asistieron los actores principales Moon Ga-young, Cha Eun-woo, Hwang In-yeop y Park Yoo-na, así como el director Kim Sang-hyub.
La serie también contó con el apoyo de las compañías de producción "Bon Factory Worldwide" y "Studio N".
El 12 de agosto del 2020 comenzaron las filmaciones de la serie. Sin embargo el 6 de noviembre del mismo año se anunció que la producción para el día siguiente se había detenido luego de que un miembro del personal estuviera en contacto directo con una persona con COVID-19.
En diciembre del mismo año se anunció que las filmaciones de la serie se había detenido después de que la agencia del actor Kim Byung-choon (quien interpreta al subdirector de la escuela "Saebom High School"), anunciara que había dado positivo para COVID-19, también se anunció que se había ordenado a los actores que habían tenido contacto con él realizarse una prueba.

### Recepción[116]
El 20 de enero de 2021 se anunció que la actriz Moon Ga-young encabezaba el primer puesto entre los miembros del elenco más comentados durante las semanas del 11 al 17 de enero del mismo año. Por otro lado los protagonistas masculinos Cha Eun-woo y Hwang In-yeop, ocuparon el segundo y cuarto lugar, respectivamente. "Good Data Corporation" compartió su clasificación de los dramas y miembros del elenco que generaron más revuelo durante esas semanas. La lista se completó analizando artículos de noticias, publicaciones de blogs, comunidades en línea, videos y publicaciones de redes sociales sobre 20 dramas que están actualmente al aire o que saldrán al aire pronto. Mientras que la serie ocupó el segundo lugar, con la actriz principal Moon Ga Young ocupando el primer lugar en la lista de miembros del elenco más comentados.

### Distribución internacional
-La serie está disponible para transmisión a través de Viu en el Sudeste Asiático y Hong Kong, así como a través de Rakuten VIKI.
-El 5 de junio del 2022 se estrenó en Perú a través del canal de televisión Willax, en octubre de mismo año se estrenó en Chile a través del canal de televisión ETC..
-El 11 de diciembre de 2023 llegó a Latinoamérica a través del streaming por Netflix, mientras que el 14 de agosto llegó a través por ViX.
-El 23 de septiembre del 2024 se estrenó en México a través del canal de televisión 5*.
-Para 2025 va estrenar en Colombia a través del canal de televisión Caracol Televisión, mientras que tanto que en Perú, se retransmitirá por América TV y como en Argentina estrenará por Telefe.
-Próximamente llegará en canal de televisión por cable a través por Pasiones y en el streaming por HBO Max.